# South Cerney
South Cerney – wieś w Anglii, w hrabstwie Gloucestershire, w dystrykcie Cotswold. Leży 31 km na południowy wschód od miasta Gloucester i 127 km na zachód od Londynu.